# Sůl do myčky
Sůl do myčky je zvláštní druh granulovaného krystalického chloridu sodného určeného k regeneraci okruhu změkčovače vody u domácích nebo průmyslových myček nádobí. Sůl do myčky regeneruje iontoměničové pryskyřice a vylučuje tam zachycené ionty vápníku a hořčíku, které charakterizují tvrdou vodu. Granule soli jsou větší než u kuchyňské soli. Velikost granulí zajišťuje, že se sůl rozpouští pomalu a že jemné částice soli neblokují jednotku změkčovače.
V některých zemích, zejména v těch evropských, obsahují myčky nádobí zabudovaný změkčovač vody, který z vody odstraňuje ionty vápníku a hořčíku. Sůl do myčky, kterou je hrubozrnný chlorid sodný (lidově kuchyňská sůl), se používá k regeneraci pryskyřice ve vestavěném systému iontové výměny. Hrubá zrna zabraňují ucpávání změkčovací jednotky. Na rozdíl od určitých druhů solí používaných pro kulinářské účely neobsahuje přidaná protispékavá činidla ani hořečnaté soli. Přítomnost hořečnatých solí naruší účel odstranění hořčíku ze změkčovače vody. Protispékavé látky mohou vést k ucpání jednotky nebo mohou obsahovat hořčík. Běžná kuchyňská sůl dále může obsahovat přidaný jód ve formě jodidu sodného nebo jodidu draselného. Tyto sloučeniny neovlivní iontoměničový systém, ale přidání běžné kuchyňské soli do jednotky na změkčování vody v myčce ji může poškodit.
Pokud má myčka nádobí zabudovaný změkčovač vody, je uvnitř myčky speciální přihrádka, do které se v případě potřeby přidává sůl. Tato přihrádka na sůl je oddělená od přihrádky na mycí prostředek a je obvykle umístěna ve dně myčky. U většiny myček nádobí automatický snímací systém upozorní uživatele, pokud je zapotřebí více soli do myčky.
Pokud v myčce dojde sůl regenerující iontoměničovou pryskyřici, která změkčuje vodu a voda je „tvrdá“, mohou se na všech věcech objevit usazeniny vodního kamene, ale jsou obzvláště viditelné na skleněném nádobí.